# Sergio & Sergei - Il professore e il cosmonauta
Sergio & Sergei - Il professore e il cosmonauta (Sergio & Serguéi) è un film del 2017, diretto da Ernesto Daranas.
Il film è ispirato alla storia vera di Sergej Konstantinovič Krikalëv, cosmonauta sovietico noto per essere rimasto nello spazio a bordo della stazione Mir, tra il 1991 e il 1992, mentre sulla Terra l'Unione Sovietica collassava.

## Trama
Attraverso uno scambio di frequenze radiofoniche, l’astronauta russo Sergei,  che sta vivendo la sua personale odissea nello spazio, entra in contatto con Sergio, un radioamatore e professore universitario di filosofia marxista che sta vedendo rompersi il sogno comunista a Cuba. Non potendo rientrare sulla terra per mancanza di fondi dell’agenzia spaziale russa, Sergej chiede a Sergio di aiutarlo.  Il cubano chiede a sua volta aiuto a un amico con cui è in contatto via radio, un enigmatico americano che coinvolge la NASA

## Promozione
L'8 settembre 2017 il film è stato presentato al Toronto International Film Festival.
Il primo trailer del film è stato pubblicato il 7 novembre 2017.

## Distribuzione
Il film è uscito in Spagna il 20 aprile 2018, mentre nei cinema italiani il 24 maggio 2018.